# Northern Star Award
Northern Star Award – nagroda przyznawana najlepszemu sportowcowi lub najlepszej sportsmence w Kanadzie w danym roku kalendarzowym.
Wyróżnienie jest przyznawane od 1936 roku (z wyjątkiem lat 1942-1944, gdy tych nagród nie przyznawano z powodu trwającej II wojny światowej), do 2021 roku wręczano sportowcom Lou Marsh Trophy. W listopadzie 2022 nazwę trofeum zmieniono na Northern Star Award.
Najbardziej utytułowanym sportowcem w historii plebiscytu jest Wayne Gretzky, który ten tytuł otrzymał czterokrotnie. Zdarzało się także, by tytuł najlepszego sportowca kraju otrzymała więcej niż jedna osoba – m.in. w 1978 roku zostali tak uhonorowani Graham Smith i Ken Read, a w 2020 roku tym tytułem uhonorowano Alphonso Daviesa i Laurenta Duvernay-Tardifa.

## Lista nagrodzonych
| Rok  | Sportowcy                       | Dyscyplina                   |
| ---- | ------------------------------- | ---------------------------- |
| 1936 | Phil Edwards                    | lekkoatletyka                |
| 1937 | Marsha Cleland                  | jeździectwo                  |
| 1938 | Bobby Pearce                    | wioślarstwo                  |
| 1939 | Bob Pirie                       | pływanie                     |
| 1940 | Gerard Cote                     | lekkoatletyka                |
| 1941 | Theo Dubois                     | wioślarstwo                  |
| 1942 | nagrody nie przyznano           | nagrody nie przyznano        |
| 1943 | nagrody nie przyznano           | nagrody nie przyznano        |
| 1944 | nagrody nie przyznano           | nagrody nie przyznano        |
| 1945 | Barbara Ann Scott               | łyżwiarstwo figurowe         |
| 1946 | Joe Krol                        | futbol kanadyjski            |
| 1947 | Barbara Ann Scott               | łyżwiarstwo figurowe         |
| 1948 | Barbara Ann Scott               | łyżwiarstwo figurowe         |
| 1949 | Cliff Lumsdon                   | pływanie                     |
| 1950 | Bob McFarlane                   | lekkoatletyka                |
| 1951 | Marlene Streit                  | golf                         |
| 1952 | George Genereux                 | strzelectwo                  |
| 1953 | Doug Hepburn                    | podnoszenie ciężarów         |
| 1954 | Marilyn Bell                    | pływanie                     |
| 1955 | Beth Whittall                   | pływanie                     |
| 1956 | Marlene Streit                  | golf                         |
| 1957 | Maurice Richard                 | hokej na lodzie              |
| 1958 | Lucile Wheeler                  | narciarstwo alpejskie        |
| 1959 | Barbara Wagner Robert Paul      | łyżwiarstwo figurowe         |
| 1960 | Anne Heggtveit                  | narciarstwo alpejskie        |
| 1961 | Bruce Kidd                      | lekkoatletyka                |
| 1962 | Donald Jackson                  | łyżwiarstwo figurowe         |
| 1963 | Bill Crothers                   | lekkoatletyka                |
| 1964 | Roger Jackson George Hungerford | wioślarstwo                  |
| 1965 | Petra Burka                     | łyżwiarstwo figurowe         |
| 1966 | Elaine Turner                   | pływanie                     |
| 1967 | Nancy Greene                    | narciarstwo alpejskie        |
| 1968 | Nancy Greene                    | narciarstwo alpejskie        |
| 1969 | Russ Jackson                    | futbol kanadyjski            |
| 1970 | Bobby Orr                       | hokej na lodzie              |
| 1971 | Herve Filion                    | wyścigi konne                |
| 1972 | Phil Esposito                   | hokej na lodzie              |
| 1973 | Sandy Hawley                    | wyścigi konne                |
| 1974 | Ferguson Jenkins                | baseball                     |
| 1975 | Bobby Clarke                    | hokej na lodzie              |
| 1976 | Sandy Hawley                    | wyścigi konne                |
| 1977 | Guy Lafleur                     | hokej na lodzie              |
| 1978 | Graham Smith                    | pływanie                     |
| 1978 | Ken Read                        | narciarstwo alpejskie        |
| 1979 | Sandra Post                     | golf                         |
| 1980 | Terry Fox                       | lekkoatletyka                |
| 1981 | Susan Nattrass                  | strzelectwo                  |
| 1982 | Wayne Gretzky                   | hokej na lodzie              |
| 1982 | Rick Hansen                     | wyścigi na wózku inwalidzkim |
| 1983 | Wayne Gretzky                   | hokej na lodzie              |
| 1984 | Gaetan Boucher                  | łyżwiarstwo szybkie          |
| 1985 | Wayne Gretzky                   | hokej na lodzie              |
| 1986 | Ben Johnson                     | lekkoatletyka                |
| 1987 | Ben Johnson                     | lekkoatletyka                |
| 1988 | Carolyn Waldo                   | pływanie synchroniczne       |
| 1989 | Wayne Gretzky                   | hokej na lodzie              |
| 1990 | Kurt Browning                   | łyżwiarstwo figurowe         |
| 1991 | Silken Laumann                  | wioślarstwo                  |
| 1992 | Mark Tewksbury                  | pływanie                     |
| 1993 | Mario Lemieux                   | hokej na lodzie              |
| 1994 | Myriam Bedard                   | biathlon                     |
| 1995 | Jacques Villeneuve              | wyścigi samochodowe          |
| 1996 | Donovan Bailey                  | lekkoatletyka                |
| 1997 | Jacques Villeneuve              | wyścigi samochodowe          |
| 1998 | Larry Walker                    | baseball                     |
| 1999 | Carolina Brunet                 | kajakarstwo                  |
| 2000 | Daniel Igali                    | zapasy                       |
| 2001 | Jamie Salé David Pelletier      | łyżwiarstwo figurowe         |
| 2002 | Catriona Le May Doan            | łyżwiarstwo szybkie          |
| 2003 | Mike Weir                       | golf                         |
| 2004 | Adam van Koeverden              | kajakarstwo                  |
| 2005 | Steve Nash                      | koszykówka                   |
| 2006 | Cindy Klassen                   | łyżwiarstwo szybkie          |
| 2007 | Sidney Crosby                   | hokej na lodzie              |
| 2008 | Chantal Petitclerc              | wyścigi na wózku inwalidzkim |
| 2009 | Sidney Crosby                   | hokej na lodzie              |
| 2010 | Joey Votto                      | baseball                     |
| 2011 | Patrick Chan                    | łyżwiarstwo figurowe         |
| 2012 | Christine Sinclair              | piłka nożna                  |
| 2013 | Jon Cornish                     | futbol kanadyjski            |
| 2014 | Kaillie Humphries               | bobsleje                     |
| 2015 | Carey Price                     | hokej na lodzie              |
| 2016 | Penelope Oleksiak               | pływanie                     |
| 2017 | Joey Votto                      | baseball                     |
| 2018 | Mikaël Kingsbury                | narciarstwo dowolne          |
| 2019 | Bianca Andreescu                | tenis ziemny                 |
| 2020 | Alphonso Davies                 | piłka nożna                  |
| 2020 | Laurent Duvernay-Tardif         | futbol amerykański           |
| 2021 | Damian Warner                   | lekkoatletyka                |
| 2022 | Marie-Philip Poulin             | hokej na lodzie              |
| 2023 | Shai Gilgeous-Alexander         | koszykówka                   |